# Elvira Banotti
Elvira Banotti (Asmara, 17 de juliol de 1933 – Lavinio, 2 de març de 2014) va ser una periodista,  escriptora, pensadora i activista feminista italiana, cofundadora del grup Rivolta Femminile amb Carla Lonzi i Carla Accardi en 1970. També va ser fundadora del col·lectiu feminista La città sessuale. És especialment coneguda pel seu activisme en favor del dret a l'avortament. En 1971 va publicar l'assaig "El desafiament femení. Maternitat i avortament" que va plantejar la història i el context social de l'avortament a Itàlia i va ser considerat pioner en la identificació de l'avortament com a qüestió política.

## Biografia
Elvira Banotti neix a Eritrea (llavors Etiòpia) el 1933. El seu avi havia emigrat per a treballar en la construcció del ferrocarril a la fi del segle XIX, i allí es va casar amb una dona eritrea el 1928. Elvira tenia tres germans i dues germanes. El fet de provenir d'una família mixta (pare italià, mare eritrea) va fer que legalment fos considerada "filla il·legítima" segons la legislació italiana de l'època, alguna cosa que a més implicava el no reconeixement de la ciutadania italiana, un fet que li marcaria en el seu interès pel dret, arribant a matricular-se a la universitat per a estudiar jurisprudència.
En la seva autobiografia, Una ragazza speciale (2011) va explicar que la seva mare mai la va secundar en la seva temptativa de ser una dona autònoma. Va créixer en un context de finals dels anys 50 enfrontant la discriminació colonial i la discriminació racial.L'experiència del tracte de la seva mare privilegiant als seus germans la va situar davant el repte d'enfrontar-se a la submissió al masculí, explica Marta Stella en el llibre Clandestine: Il Romanzo delle Donne, que narra la lluita de les dones pel dret a l'avortament a Itàlia. Elvira va assistir a l'escola de monges al costat dels seus germans Giovanni Battista, Silvia i Archimede. Vivien en una vila amb un gran jardin, animals i arbres fruiters. Elvira i els seus germans van rebre classes de piano. No obstant això la situació econòmica de la família va passar per un mal moment i es va veure obligada a deixar els estudis de piano i començar a treballar.
Va començar als 16 anys, primer com a modista i després com a taquígrafa. El 1952 va guanyar un concurs per a treballar com a secretària del Consolat General d'Itàlia a Asmara. Entre els temes que tractava habitualment hi havia les pràctiques d'herència i el reconeixement de paternitat. En poc temps després de matricular-se el 1961 a la Universitat Nigrizia Comboniana d'Asmara a la Facultat de Dret, gestiona el despatx jurídic del cònsol. En Una ragazza speciale Elvira explica: "Em vaig dedicar a buscar una solució jurídica per als fills considerats il·legítims perquè van néixer de mares etíops i pares italians. Estic molt orgullosa d'aquest fet perquè vaig obrir un camí humà i social per a l'atribució de cognoms a nens desqualificats per aquesta presumpta gran civilització occidental que impedia el reconeixement dels seus propis fills, sigui com sigui que fora el seu naixement".
El 1960 va ser traslladada al consolat a Addis Abeba, on va xocar amb les directrius del cònsol i de l'ambaixador italià. Mentrestant, també es va dedicar a la moda, dissenyant models i muntant desfilades de moda en el club italià "Juventus" a Addis Abeba en els anys 1962-1964.
El 1964 Elvira va arribar a Itàlia per a participar en un congrés sobre la condició femenina convidada pel socialista Giuseppe Di Vagno, impressionat per la lucidesa de la jove. En la intervenció en el congrés denuncia entre aplaudiments que les dones no tinguin veu en la reunió "Vinc d'Etiòpia, creia que a Itàlia les dones tenien èxit  i, en canvi, em sorprèn que només els homes parlin d'aquest tema. Per què vostès, les dones, no parlen?" explica la pròpia Banotti en la seva autobiografia.
En els primers mesos de 1967 Elvira va tenir una relació amb un home casat, va quedar embarassada i va tenir un avortament clandestí, explica la periodista italiana Marta Stella a Clandestine, una història novel·lada de la lluita de les dones pel dret a l'avortament. La intervenció quirúrgica sense anestèsia per a ella va ser "una experiència terrorífica". A partir de llavors intenta recollir altres experiències i comença a demanar, a les amigues, a altres dones, que li expliquin la seva història. Fruit d'aquesta recerca va publicar el 1971 La sfida femminile, Maternità e avorto, on recull un centenar de testimoniatges de dones sobre l'avortament. Per primera vegada un llibre, partint de la condició històrica de marginació de la dona, realitza un estudi profund sobre la demografia i la longevitat.

### Polèmica amb Indro Montanelli
El 1969 va participar com a convidada en el programa de Gianni Bisiach “L'hora de la veritat”, en el qual s'entrevistava el periodista Indro Montanelli que va explicar com "aventura fascinant" que el 1935 havia "comprat una nena abissínia de 12 anys al seu pare per a casar-s'hi", assenyalant la normalitat d'aquest fet a Àfrica. Banotti va intervenir preguntant-li com entenia la relació amb les dones, assenyalant que la seva actitud era de colonialista i violador i fent observar que una situació similar seria considerada a Europa violència contra una nena.
També va vessar una galleda de glans sobre el director de cinema italià Tinto Brass, la seva manera de dir-li que era un porc, durant la manifestació en la qual es demanava l'obertura dels bordells.

### Rivolta Femminile
Mentre a Milà el 1966 es forma el primer grup feminista italià, DEMAU (DEMistificazione Autoritarisme), amb la influència del maig del 68  es creen nous grups en diferents punts d'Itàlia: van formar col·lectius feministes a Milà (Anabasi, amb Serena Nozzoli, i Rivolta Femminile, amb Carla Lonzi), a Roma (el Grup Pompeo Magne i novament Rivolta Femminile, amb Elvira Banotti), a Trento (Cerchio Spezzato) i a Pàdua (Lotta Feminista).
Al juliol de 1970 en parets dels carrers de Roma va aparèixer el Manifesto di Rivolta femminile escrit per  Carla Lonzi, filòsofa i crítica d'art; Carla Accardi, pintora i la mateixa Elvira Banotti. El manifest és considerat text fundacional del grup Rivolta Femminile, referent fins als anys vuitanta en el qual es destacaven els temes que el feminisme italià faria seus més tard: l'orgull de la diferència enfront de la pretensió d'igualtat, el rebuig de la complementarietat de la dona en qualsevol àmbit de la vida, la crítica a la institució del matrimoni, el reconeixement del treball femení com a treball productiu i la centralitat del cos i la reivindicació d'una subjectivitat sexual, lliure de les exigències masculines.
"La igualtat és un intent ideològic d'esclavitzar a les dones en nivells superiors. Identificar a la dona amb l'home significa cancel·lar l'últim camí cap a l'alliberament. Per a la dona, l'alliberament no significa acceptar la mateixa vida que l'home perquè és inhabitable, però expressa el seu sentit d'existència" afirma el manifest. La dona no ha de definir-se en relació amb l'home. […] l'home no és el model al qual adaptar el procés d'autodescobriment de les dones. La dona és l'altre, respecte a l'home. L'home és l'altre per a la dona. […] La dona com a subjecte no rebutja l'home com a subjecte, però el rebutja com a rol absolut. En la vida social el rebutja com un paper autoritari.
El document comença amb la pregunta inicial d'Olympe de Gouges el 1791:  Estaran sempre dividides les dones les unes de les altres? Mai formaran un sol cos?. En la seva biografia, Banotti escriu: "El 1968, reunint algunes amigues, vaig fundar el primer grup feminista italià anomenat RIVOLTA FEMMINILE". Després de la publicació del nostre històric Manifest de 1971, va sorgir a Milà el segon grup encapçalat per Carla Lonzi, organitzadora de la interessant sèrie de llibrets verds. A Roma publiquem el petit fullet blau "Rivolta Femminile", que diferenciava el nostre grup dels nombrosos moviments de dones que van esclatar en aquest període. En els anys següents el nostre grup es va destacar per les seves nombroses intervencions sensacionals en debats i conferències oficials que tenien com a temes la política, la religió, la filosofia i també la violació, la prostitució, el sadomasoquisme i l'assetjament sexofòbic..."
El 1971 va fundar el Tribunal 8 de març per a jutjar l'Església catòlica. Va ser condemnada per desacatament i posteriorment absolta.
Es distancia de Rivolta Femmenile el 1973 i va crear el col·lectiu La città sessuale, que es va presentar a les eleccions municipals de Roma el 1989.

### Denúncia de l'«assetjament sexista»
El 1988 Banotti i el seu grup va denunciar Giuglielmo Pepe, redactor en cap del diari La Repúbblica per assetjament sexista.
L'activista es va posicionar contra la pornografia emesa per les emissores privades de televisió, afirmant que: "els anuncis pornogràfics inciten a la violència contra les dones, presenten la violació com un joc eròtic agradable a les dones", així com la lluita contra la prostitució i contra la reobertura de cases tancades.
En una entrevista amb Ràdio Radicale, va definir la prostitució com l'"organització de la violació social... perpetrada per un Estat que castiga els crims col·laterals però tolera la violència que sempre sofreixen les dones".
Banotti també va criticar la sexualitat masculina anomenant-la com a depredadora; per a finalment ser lliure la dona va haver de canviar de la sexualitat vaginal a la sexualitat del clítoris.
En els últims anys de la seva vida encara lluitava a les sales d'audiències en suport a les dones maltractades.

### El desafiament femení: maternitat i avortament
El 1971 Banotti va publicar  "El desafiament femení. Maternitat i avortament". Per a Banotti l'avortament és un acte de llibertat, un dret inalienable de la dona que ha de ser lliure de triar, moment a moment, la qual cosa es realitza a través d'ella. Però no sols això. Es tracta també d'un esdeveniment biològic absolutament natural, un "rebuig voluntari" que la dona "copia de la naturalesa" quan no pot viure tranquil·lament la maternitat. El text, amb cent biografies, ajuda a entendre la situació de l'avortament a Itàlia abans de 1978, any de l'aprovació de la llei 194 que ho legalitza.
El llibre denuncia l'actitud de la doctrina cristiana amb relació a les dones, el vincle sagrat del matrimoni i la consideració de l'adulteri com a delicte greu: I "és precisament en el cristianisme on s'organitza i teoritza la major discriminació i repressió de les dones, que transformarà a les dones en instruments de l'espècie" (p. 293). I recull l'enfocament de defensa de la salut de la dona i específicament la seva salut mental.
Juntament amb altres feministes, Banotti va fundar el "Tribunal 8 de març" per a jutjar a la religió i a l'Església catòlica. Per una pancarta que deia "L'Església va concebre la teologia de la violació", ella mateixa va ser jutjada a L'Aquila per càrrecs de difamació de la religió, però va ser absolta; el delicte de difamació de la religió serà abolit poc després.
Va pertànyer al col·lectiu feminista la Città sessuale, que el 1989 va participar en les eleccions municipals de Roma.
En 2001 va deixar el seu apartament de Trastévere per a mudar-se a Lavinio.
A les eleccions generals d'Itàlia de 2013 va participar simbòlicament com a candidata al senat en el lloc 8 de la llista del Movimento Eudonna (Eudonna movimento Federativo Femminile per l'Europa)".
Va morir el 2 de març de 2014 en Lavinio.

## Controvèrsies
Benotti és considerada una figura del feminisme complexa i controvertida. L'escriptora Nadeesha Uyangoda la destaca com a veu postcolonial.
Mentre regnava el feminisme militant i el Partit Comunista l'havia convertit en bandera de les seves federacions de dones, Elvira Banotti va ocupar la seu del Il manifesto i es va dirigir als seus periodistes: "Mai ens heu fet parlar, ni heu publicat els escrits que hem perdut; però parlarem de totes maneres... Vostès, camarades fallides i vostès, dones marxistes divagants, durant aproximàdament un segle, ens han impedit a les dones parlar apel·lant a raons superiors; de fet, estaven alimentant la tradició de la violació com a mediació deshonesta amb i entre homes, que és la raó de ser de la falsa esquerra. Vostès avui, en bloquejar el camí a qualsevol aclariment aportat per les feministes, representen efectivament l'última mentida en la història de l'esclavitud. “

## Publicacions
- La sfida femminile. Maternità e avorto, Bari, De Donato (1971),
- “El separatisme dels significats”, Elvira Banotti i Daura Cardaci (trad.),  Debat Feminista, núm. 2 (1990), pàg. 226-228.
- Una ragazza speciale. In appendice Manifesto di Rivolta femminile, Aprilia, Ortica Ed (2011)  ISBN 8897011209
- Attraversando il tempo. Centoventi anni dell’Unione femminile nazionale (1899-2019), Roma, Viella Stefania Bartolini (2019),

### Articles
- El separatisme dels significats   Aquest  article  va  ser publicat  en: II  Paese  delle  Donne, a  I,  Núm. 36,  12  de  març de  1988